# Котоване
Кото́ване (колишня назва с. Котованя) — село Дрогобицької громади Дрогобицького району Львівської області.
Орган місцевого самоврядування — Дрогобицька міська рада. Населення — 111 осіб.

## Пам'ятки
В околицях села розташована однойменна археологічна пам'ятка — комплекс пам'яток історії і культури первісної людини, датований неолітом і енеолітом, а також поселень давньоруського часу.